# Сомово
Сомово (на румънски: Somova) е село в окръг Тулча, Северна Добруджа, Румъния.